# Triplemanía XX
Triplemanía XX fue la vigésima edición de Triplemanía la cual fue producida por la empresa mexicana AAA el evento fue realizado el 5 de agosto de 2012 en la recién abierta Arena Ciudad de México, y contó con la participación de la empresa estadounidense TNA Y la también empresa mexicana Los Perros del Mal. Su lema oficial es El Día ha llegado

## Argumento
La lucha libre mexicana está conformada por los favoritos del público Los Técnicos y su contraparte Los Rudos quienes actúan como héroes y villanos.
Después de los acontecimientos ocurridos en Rey de Reyes donde el equipo de Máscara Año 2000 Jr. derrotó al equipo de Dr. Wagner, Jr., se pactó una lucha entre ambos en el evento principal de Triplemanía. Su rivalidad fue creciendo durante los eventos previos al evento incluso Máscara 2000 le destrozó la máscara a Wagner. El 30 de junio Máscara 2000 derrotó a Wagner con ayuda de su padre Máscara Año 2000. y después de la lucha se anunció que el perdedor se quitaría la máscara.
Como tradición de los eventos Triplemanía el evento contó con la participación de la empresa estadounidense: TNA fue la del equipo Dorian Roldan El cual será liderado por Dorian Roldan quién eligió como miembros de su equipo al dueño de la TNA Jeff Jarret,y Kurt Angle, contra el equipo Joaquín Roldan el cual fue liderado por el dueño de AAA Joaquín Roldan, quien eligió como representantes, a Electroshock y L.A. Park como miembros de su equipo., una lucha en la que Dorian Roldan perdió la cabellera.

## Resultados
- Faby Apache, Fénix, Octagoncito y Pimpinela Escarlata derrotó a Dark Dragon, Mini Charly Manson, Sexy Star y Yuriko en una Lucha de relevos de locura.
  - Fabi rinde a Yuriko al aplicarle el "Ambar"
- Chessman y Juventud Guerrera derrotaron a La Familia de Tijuana (Extreme Tiger y Halloween, The Hart Foundation 2.0 (Jack Evans y Teddy Hart) y La Hermandad 187 (Joe Líder y Psicosis) en una lucha de jaula en relevos increíbles.
  - El luchador que quedaba dentro de la jaula es el que pierde y con su pareja tendrá que enfrentarse en una lucha de apuestas, ya sea máscara o cabellera
  - Así fue el orden de salida de cada luchador:

| Orden de salida | Luchador                     | Tiempo |
| --------------- | ---------------------------- | ------ |
| 1               | Halloween                    |        |
| 2               | Juventud Guerrera            |        |
| 3               | Xtreme Tiger                 |        |
| 4               | Psicosis Nicho el Millonario |        |
| 5               | Jack Evans                   |        |
| 6               | Teddy Hartd                  |        |
| 7               | Chessman                     |        |
| Perdedor        | Joe Lider                    |        |

- - Chessman es el último luchador en salir de la jaula, es atacado por el Vampiro Canadiense que hasta incluso es lanzado desde la jaula para caer entre unas mesas que le provocó una convulsión
  - Y como consecuencia, Joe Lider debe de enfrentarse con Psicosis en una lucha de apuestas
- La Parka y Los Psycho Circus (Monster Clown, Murder Clown y Psycho Clown) derrotaron a Octagón y El consejo (Semental, El Texano Jr., y Toscano) en una lucha de equipos.
  - Después de la lucha, Octagón es atacado por los del consejo tras la derrota, sin embargo, la parka aparece para defenderlo
- Psicosis o Nicho "El Millonario" derrotó a Joe Líder en una lucha de apuestas (Cabellera vs Cabellera)
  - Nicho cubre a Joe después de impactarlo en las mesas y una escalera colocadas en el ring
  - Y como consecuencia, Joe pierde su cabellera
- Team Joaquín Roldan Electroshock y L.A. Park derrotaron a Team Dorian Roldan Jeff Jarrett y Kurt Angle (con Abyss) en una lucha de apuestas (cabellera vs cabellera)[5]
  - L.A. Park cubre a Jarret al aplicar la espalda plana pero no había réferi, lo que dio la victoria, fue de que Electro cubre a Kurt al jalarlo a la lona
  - Joaquín es engañado a prestarse para que se rapara aceptando las disculpas de Dorian, ya que Dorian ataca al Joaquín y lo termina de raparse, lo que quedó demostrado a que no reconoció su derrota
- Mesías (con Cibernético) derrotó a Hijo del Perro Aguayo (con Héctor Garza y La Valquiria Taya) reteniendo el Megacampeonato de Peso Completo de la AAA.
  - El Mesías cubre al perro después de envestirlo
  - El señor Perro Aguayo aparece para atacar al mesías, pero los perros se lo impiden
  - Hubo discusiones entre los luchadores, el Ciber con el Mesías y los perros con Hector Garza, quien lo culpaban por la derrota del Perro
- Dr. Wagner, Jr. (con El Hijo del Dr. Wagner Jr.) derrotó a Máscara Año 2000, Jr. (con Máscara Año 2000 y Silver King) en una lucha de apuesta (Máscara vs Máscara).
  - Originalmente, Silver King estaba al lado de Wagner, pero durante la lucha, Silver traiciona a Wagner
  - Wagner cubrió a Máscara Año 2000, Jr. por segunda vez luego de romperle una botella en la cabeza.
  - Como consecuencia, Máscara Año 2000, Jr. perdió su Máscara.
  - La identidad de Máscara Año 2000, Jr. era esta: el luchador se llama "Angel Reyes" y su lugar de origen es Lagos de Moreno, Jalisco